# Андрес Хіменес (баскетболіст)
Андрес Хіменес (ісп. Andrés Jiménez, 6 червня 1962) — іспанський баскетболіст.
Срібний призер Олімпійських Ігор 1984 року, учасник 1988, 1992 років.
Срібний призер Чемпіонату Європи 1983 року.
Бронзовий призер чемпіонату Європи серед кадетів (U-16) 1979 року.